# Възкресение (роман)
Вижте пояснителната страница за други значения на Възкресение.
„Възкресение“ (на руски: Воскресение) е роман от Лев Толстой, издаден през 1899 г.  Хонорарът от романа Толстой дарява за спасяването на духоборите, които са преследвана религиозна секта в Русия. Възгледите на сектата са близки до толстоизма.

## Сюжет
Романът отразява религиозния светоглед на Толстой, проектиран върху обществения живот в Русия в края на 19 век. Главният герой княз Нехлюдов претърпява нравствен катарзис, който настъпва при обзелото го чувство за вина при срещата му с Маслова – подсъдима проститутка, която като девойка е била съблазнена от княза и изоставена. Личната вина на Нехлюдов го принуждава да осъзнае не само своя безнравствен живот, но и изкуствения лицемерен и паразитен живот на богатите, били те държавни служители или частни търговци. Нехлюдов достига до Бога, разбиран като нравствен закон, заложен в човека. Изпълнението на този закон е смисълът на живота. Но този смисъл те противопоставя на реалния свят, в който няма място за нравствени хора. В реалния свят господстват лицемерната псевдохристиянска вяра и бруталното насилие на държавата, на които слугуват всички хора от страх да не изгубят живота си.